# Hammond-Harwood House

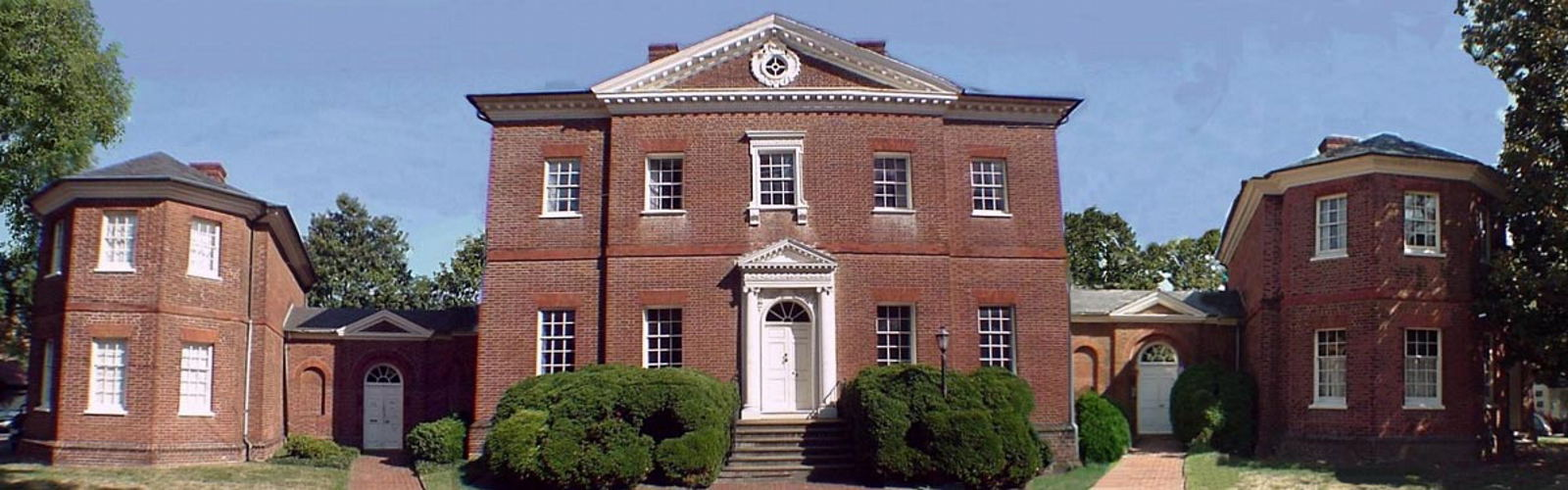
La façade de la Hammond-Harwood House, côté rue

La Hammond-Harwood House est une maison de l'époque coloniale située dans la ville d'Annapolis, dans l'État du Maryland aux États-Unis. Elle est dessinée par l'architecte William Buckland pour le riche planteur Matthias Hammond et terminée en 1776. Elle n'est plus habitée depuis 1926 et a été transformée en musée en 1938. Son architecture de style georgien, son décor raffiné et son mobilier témoignent de la vie des notables à l'époque des Treize colonies.

## Histoire

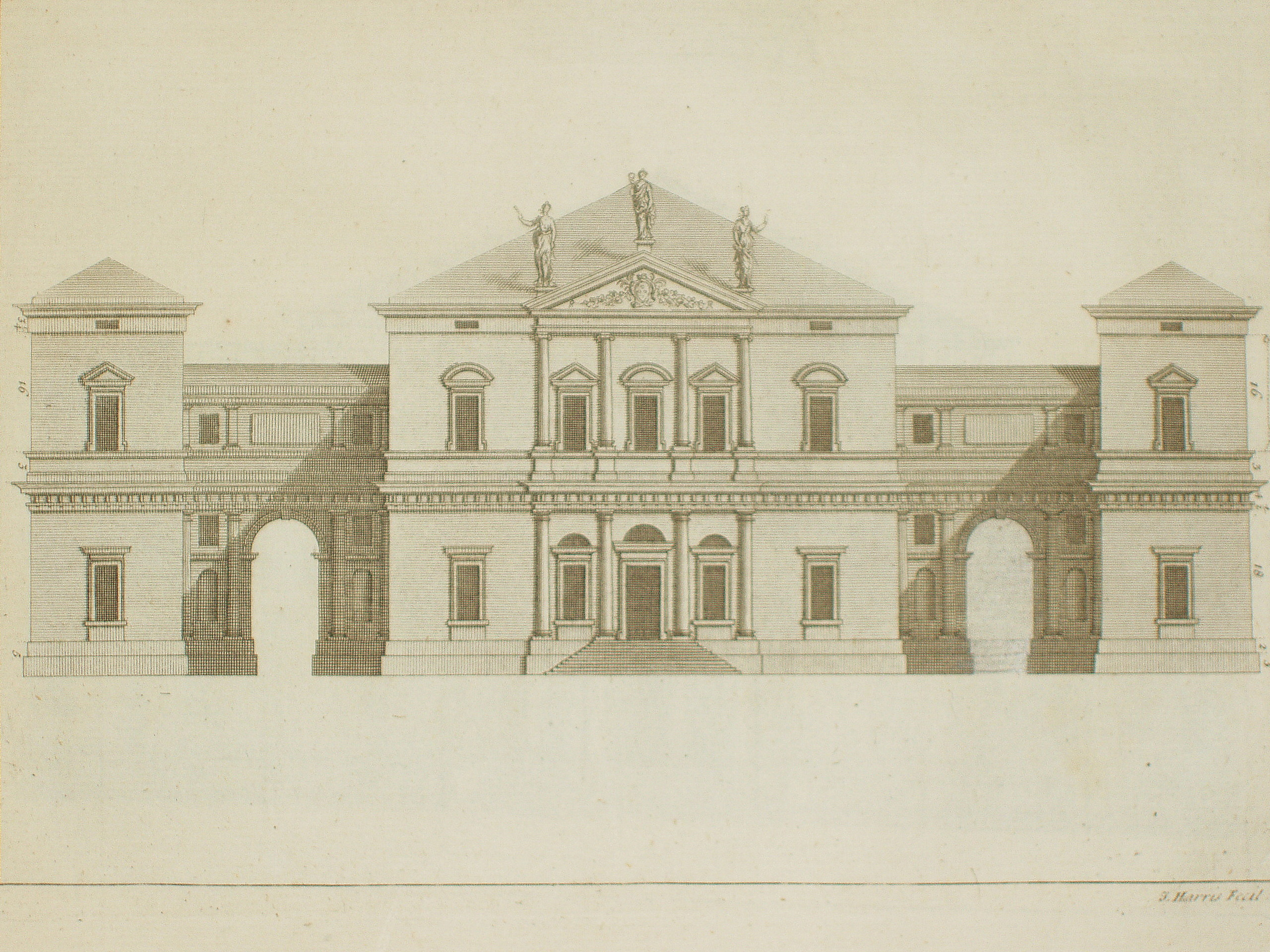
La villa ayant servi de modèle, dessinée par Andrea Palladio au XVIe siècle

En 1695, avant l'indépendance des États-Unis, la ville d'Annapolis devient la capitale de la Province du Maryland, une des Treize colonies. Le gouverneur Francis Nicholson, représentant de la couronne britannique, décide d'intervenir dans le plan d'urbanisme qu'il veut baroque comme en Europe : ses modèles sont Rome et Versailles. Les années 1760 et 1770 représentent l'âge d'or d'Annapolis : les planteurs et les hommes politiques rivalisent pour avoir la plus belle demeure et font appel aux meilleurs architectes. C'est à cette époque que William Buckland s'installe à Annapolis et travaille pour l'aristocratie de la ville, notamment pour Edward Lloyd IV. En 1773, il est engagé par Matthias Hammond, un riche planteur de tabac et un notable d'Annapolis, pour construire une maison dans le quartier de Bloomsbury Square.
Il s'agit d'une maison urbaine, en quelque sorte une résidence secondaire, car le propriétaire Matthias Hammond vit sur l'une des 54 plantations qu'il possède,. La demeure est utilisée seulement pour les réceptions ou lorsque le notable était en ville pour affaires. Le chantier de construction commence en avril 1774, mais l'architecte William Buckland meurt à la fin de l'année avant la fin des travaux (1776),. Après la mort de Matthias Hammond en 1786, la maison est vendue à plusieurs reprises : elle passe dans les mains de ses neveux John Hammond puis Philip Hammond ; ensuite, ce dernier vend la maison à Ninian Pinkney en 1810 qui la vendit à son tour au juge Jeremiah Townley Chase l'année suivante. Ce dernier l'offre à sa fille Frances Townley Chase Loockerman. Les descendants de celle-ci occupent la maison jusqu'en 1924. La petite-fille du juge étant mariée à William Harwood, arrière-petit-fils de l'architecte de la maison William Buckland, la maison est appelée « Hammond-Harwood ». En 1926, le St. John's college d'Annapolis achète la demeure qui est transformée en musée en 1938 par une association.

## Description

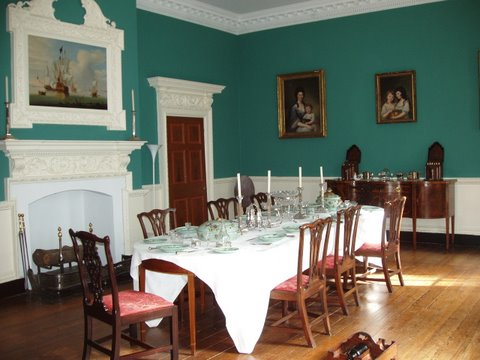
La salle à manger

La maison est de style anglo-palladien en vogue en Angleterre à l'époque georgienne (XVIIIe siècle). IL s'agit d'un style architectural originaire de Vénétie lancé par l'architecte italien Andrea Palladio à l'époque de la Renaissance. Il se diffuse en Europe à l'époque moderne et gagne les colonies anglaises d'Amérique où il se développe sous l'impulsion de Thomas Jefferson. Ce style se caractérise par l'emploi d'un fronton, de la symétrie et de l'équilibre des proportions. L'architecte William Buckland s'est inspiré d'une planche de Les Quatre Livres de l'architecture de d'Andrea Palladio. Ce traité était très étudié par les architectes du XVIIIe siècle et Buckland a pu en consulté les pages dans la bibliothèque de Edward Lloyd IV.
Le plan de la Hammond-Harwood House est symétrique et se compose de cinq éléments : un corps central relié à deux ailes (dépendances, cuisines) par des galeries. Cependant, la distribution des pièces n'est pas symétrique et n'est pas la même selon les niveaux. Les matériaux qui dominent sont les briques pour tous les murs, la pierre pour les fondations et le bois pour le décor intérieur. 
La façade qui donne sur la Maryland Avenue s'inspire de la villa Pisani de Montagna, dont le dessin se trouve dans le traité d'architecture de Palladio. L'entrée est considérée comme l'une des plus belles du style géorgien aux États-Unis. Elle est dotée de colonnes ioniques surmonté d'un fronton. La façade qui donne sur les jardins est moins élégante avec un fronton trop imposant et des pilastres toscans. 
À l'intérieur, le sous-sol est occupé par une cave. Un grand passage s'ouvre au rez-de-chaussée derrière la porte d'entrée : en été on y jouait aux cartes avec les fenêtres grandes ouvertes pour profiter des courants d'air. La chambre à coucher est à l'étage, ce qui est plutôt inhabituel dans ce type de demeure. Elle constitue le chef-d'œuvre de la maison avec ses boiseries sculptées et ses stucs qui s'inspirent de l'antiquité gréco-latine,.